# Plaque des Galápagos
Pour les articles homonymes, voir Galápagos (homonymie).
La plaque des Galápagos est une microplaque tectonique de la lithosphère de la planète Terre. Sa superficie est de 0,000 36 stéradians. Elle est généralement associée à la plaque de Nazca et n'est constituée que de lithosphère océanique.
Elle se situe dans l'est de l'océan Pacifique, au sud du Mexique et à l'ouest de l'Équateur. Les îles Galápagos ne se trouvent pas sur la plaque mais plus à l'est. Ce sont les terres émergées les plus proches de la plaque des Galápagos.
La plaque des Galápagos est en contact avec les plaques pacifique, de Cocos et de Nazca.
Ses frontières avec les autres plaques sont notamment formées de la dorsale du Pacifique Est. L'extrémité ouest de la dorsale des Galápagos naît contre la plaque des Galápagos.
Le nord de la plaque des Galápagos, partiellement séparée du reste de la plaque par une dorsale, est parfois considérée comme une autre microplaque : la plaque des Galápagos nord.
La plaque des Galápagos se déplace à une vitesse de rotation de 5,275 0° par million d'années selon un pôle eulérien situé à 09° 40′ de latitude nord et 79° 69′ de longitude est (référentiel : plaque pacifique).

## Sources
- (en) Peter Bird, An updated digital model of plate boundaries, vol. 4, Geochemistry Geophysics Geosystems, 14 mars 2003 (DOI 10.1029/2001GC000252, Bibcode 2003GGG.....4.1027B, lire en ligne)